# Cratere Glendore
Glendore  è un cratere sulla superficie di Marte.